# 1217
| [ Edytuj tabelę ]                          | |
| Książę Małopolski                          | - 1211 Leszek Biały 1227                                                                             |
| Książę Wielkopolski                        | - 1202 Władysław III Laskonogi 1229 - 1208 Władysław Odonic 1218                                     |
| Król Angkoru                               | - 1181 Dżajawarman VII 1218                                                                          |
| Król Anglii                                | - 1216 Henryk III 1272                                                                               |
| Król Aragonii i Walencji, hrabia Barcelony | - 1213 Jakub I Zdobywca 1276                                                                         |
| Książę Bawarii                             | - 1183 Ludwik I 1231                                                                                 |
| Margrabia Brandenburgii                    | - 1205 Albrecht II 1220                                                                              |
| Książę Burgundii                           | - 1192 Eudes III 1218                                                                                |
| Cesarz Bizancjum                           | - 1204 Teodor I Laskarys 1222                                                                        |
| Car Bułgarii                               | - 1207 Borił 1218                                                                                    |
| Cesarz Chin                                | - 1194 Song Ningzong 1224                                                                            |
| Król Cypru                                 | - 1205 Hugo I 1218                                                                                   |
| Król Czech                                 | - 1198 Przemysł Ottokar I 1230                                                                       |
| Król Danii                                 | - 1202 Waldemar II Zwycięski 1241                                                                    |
| Władca Egiptu                              | - 1199 Al-Adil 1218                                                                                  |
| Cesarz Etiopii                             | - 1189 Gebre Meskel 1229                                                                             |
| Król Francji                               | - 1180 Filip II August 1223                                                                          |
| Król Gruzji                                | - 1213 Jerzy IV Lasza 1222                                                                           |
| Cesarz Japonii                             | - 1210 Juntoku 1221                                                                                  |
| Kalif                                      | - 1180 An-Nasir 1225                                                                                 |
| Król Kastylii                              | - 1214 Henryk I Kastylijski 1217 - 1217 Berengaria Kastylijska 1217 - 1217 Ferdynand III Święty 1252 |
| Patriarcha Konstantynopola                 | - 1215 Manuel I Charitopul 1222                                                                      |
| Władca Korei                               | - 1213 Kojong 1259                                                                                   |
| Król Leónu                                 | - 1188 Alfons IX 1230                                                                                |
| Cesarz Łaciński                            | - 1217 Piotr z Courtenay 1217 - 1217 Jolanta Flandryjska 1219 - 1217 Robert de Courtenay 1228        |
| Kalif Maroka                               | - 1213 Abu Jusuf II 1224                                                                             |
| Król Nawarry                               | - 1194 Sanczo VII 1234                                                                               |
| Król Norwegii                              | - 1204 Inge II Baardsson 1217 - 1217 Haakon IV Stary 1263                                            |
| Hrabia Palatynatu                          | - 1214 Ludwik I Wittelsbach 1227                                                                     |
| Papież                                     | - 1216 Honoriusz III 1227                                                                            |
| Król Portugalii                            | - 1211 Alfons II 1223                                                                                |
| Sułtan Rumu                                | - 1211 Kajkawus I 1220                                                                               |
| Książę Rusi halickiej                      | - 1216 Mścisław II Udały 1219                                                                        |
| Cesarz Rzymski (niemiecki)                 | - 1209 Otto IV 1218                                                                                  |
| Książę Saksonii                            | - 1212 Albrecht I 1260                                                                               |
| Król Serbii                                | - 1217 Stefan Nemanicz 1228                                                                          |
| Król Szkocji                               | - 1214 Aleksander II 1249                                                                            |
| Król Szwecji                               | - 1216 Jan I Sverkersson 1222                                                                        |
| Doża Wenecji                               | - 1205 Pietro Ziani 1229                                                                             |
| Król Węgier                                | - 1205 Andrzej II 1235                                                                               |
| Wielki mistrz zakonu krzyżackiego          | - 1209 Hermann von Salza 1239                                                                        |

Rok 1217 / MCCXVII
stulecia: XII wiek ~
XIII wiek ~
XIV wiek

lata: 1207 «
1212 «
1213 «
1214 «
1215 «
1216 «
1217
» 1218
» 1219
» 1220
» 1221
» 1222
» 1227

## Wydarzenia w Polsce
- Pierwsza pisemna wzmianka o Piotrkowie Trybunalskim (dokument Leszka Białego dla opactwa Cystersów w Sulejowie).
- Zawarto układ w Dankowie.
- Lwówek Śląski otrzymał prawa miejskie.

## Wydarzenia na świecie
- 9 kwietnia – Piotr II de Courtenay został koronowany w Rzymie przez papieża Honoriusza III na cesarza Cesarstwa Łacińskiego.
- 20 maja – pierwsza wojna baronów: zwycięstwo wojsk angielskich nad francuskimi w bitwie pod Lincoln.
- 24 sierpnia – flota francuska poniosła klęskę w starciu z Anglikami w bitwie morskiej pod Sandwich.
- 21 września – Estowie ponieśli klęskę w tzw. bitwie w dniu św. Mateusza z kawalerami mieczowymi.
- Czyngis-chan rozbił Chanat Karakitanów.
- Początek V wyprawy krzyżowej.
- Ludwik VIII Lew zmuszony został do rezygnacji z roszczeń do korony angielskiej na rzecz Henryka III.
- Koronacja Stefana Nemanicza na króla Serbii[1].
- Portugalczycy zajęli region Algarve, korzystając ze słabości Almohadów.

## Urodzili się
- Baldwin II, ostatni władca cesarstwa łacińskiego (zm. 1273)
- Henryk I Cypryjski, król Cypru i regent Królestwa Jerozolimy (zm. 1253)
- Jan I Rudy, książę Bretanii (zm. 1286)

## Zmarli
- Avisa z Gloucester, pierwsza żona Jana bez Ziemi, króla Anglii.